# Storia di Dallas
La storia di Dallas racchiude tutti gli eventi riguardanti la città texana, dai primi abitanti nativi all'attuale metropoli.

## Pre-fondazione
I nativi Caddo abitavano l'area di Dallas prima che fosse colonizzata dagli spagnoli come parte del Vicereame della Nuova Spagna nel XVI secolo. L'area fu rivendicata anche dalla Louisiana francese, ma nel 1819 il Trattato di Adams-Onis collocò ufficialmente Dallas ben all'interno del territorio spagnolo, facendo del Red river il confine settentrionale della Nuova Spagna.
Il primo europeo che probabilmente visitò la zona di Dallas fu Athanase de Mezieres nel 1778. De Mezieres, un francese al servizio del re di Spagna, probabilmente attraversò la biforcazione occidentale del Trinity River vicino all'attuale Fort Worth, dopo aver seguito il lato occidentale dei Cross Timbers dal villaggio di Tawakoni sul Brazos river, vicino all'attuale Waco, procedendo a nord verso il Red river. Scrisse:
(De Mezieres)
Il biografo di De Mezieres, Bolton, era convinto che de Mezieres stesse descrivendo gli Eastern Cross Timbers e che il percorso lo avrebbe fatto attraversare la biforcazione ovest del Trinity River tra l'attuale Fort Worth e Arlington.
L'attuale Dallas rimase sotto il dominio spagnolo fino al 1821, quando il Messico dichiarò l'indipendenza dalla Spagna e l'area divenne parte dello stato messicano di Coahuila y Tejas. La Repubblica del Texas, in seguito, si staccò dal Messico nel 1836 e rimase un paese indipendente per quasi 10 anni.

## Fondazione
John Neely Bryan, alla ricerca di un buon posto per commerciare con nativi americani e coloni, esaminò per la prima volta l'area di Dallas nel 1839, forse attratto dall'incrocio dei sentieri dei Caddo. Bryan sapeva anche che il Preston Trail pianificato doveva correre vicino al guado del Trinity: il percorso e il guado divennero più importanti quando gli Stati Uniti annessero il Texas nel 1845.
Dopo che Bryan esaminò l'area, tornò in Arkansas, ma nel frattempo fu firmato un trattato che rimuoveva tutti i nativi americani dal Texas settentrionale. Quando tornò nel novembre 1841, metà dei suoi clienti se n'era andata, decise che, piuttosto che una stazione commerciale, avrebbe creato un insediamento permanente, che fondò nel novembre dello stesso anno. Nel 1844 J. P. Dumas esaminò e delineò una sezione di 1,3 km² di isolati e strade nell'attuale centro-città. L'origine del nome è incerta: la storia ufficiale afferma che prende il nome dal vicepresidente George M. Dallas di Filadelfia. Altre potenziali teorie sull'origine includono suo fratello, il commodoro Alexander James Dallas, così come i fratelli Walter R. Dallas o James R. Dallas.

## Crescita
Il 2 febbraio 1856, a Dallas fu concesso uno statuto cittadino durante la sessione ordinaria della sesta legislatura del Texas. Samuel Pryor è stato eletto primo sindaco insieme a un connestabile, un tesoriere-archivista e sei assessori. Nel 1860, la popolazione della città raggiunse 678 unità, inclusi 97 afroamericani (per lo più schiavi), nonché immigrati belgi, francesi, tedeschi e svizzeri. In quell'anno, la ferrovia stava arrivando da sud e diverse linee stavano già attraversando la città.
Nel luglio 1860 scoppiò un incendio nella piazza, che distrusse la maggior parte degli edifici nel quartiere degli affari. Per paura, molti residenti bianchi presumevano che dietro ci fossero degli schiavi, così linciarono tre schiavi afroamericani e gli ufficiali ordinarono di frustare tutti gli altri schiavi a Dallas, come parte di un evento noto come "Texas Troubles". Alla vigilia della Guerra civile americana nel 1861, la contea di Dallas votò 741 voti a favore della secessione, L'8 giugno di quell'anno fu dichiarato lo stato di guerra e i cittadini furono molto favorevoli allo sforzo bellico. La città era lontana da qualsiasi battaglia e non subì danni dalla guerra.
Durante l'era della ricostruzione, essa portò molte sfide per Dallas e alcuni vantaggi per lo stato. Il 19 giugno 1865 gli schiavi texani furono emancipati, poiché l'annuncio della fine della guerra era stato ritardato. Molti afroamericani emigrarono a Dallas dopo la guerra in cerca di lavoro, poiché la città era fiorente rispetto alle altre città del sud. Volendo lasciare le zone rurali per sfuggire alla supervisione dei bianchi e stabilire le proprie aree, i neri liberti crearono comunità di afroamericani sparse per tutta Dallas e nel tentativo di mantenere la supremazia bianca, i veterani ribelli bianchi istituirono una base del Ku Klux Klan nel 1868. Nel 1871 Dallas divenne legalmente una città. Nel 1869 il legislatore per la ricostruzione stabilì un meccanismo di finanziamento per sostenere per la prima volta l'istruzione pubblica e autorizzò la creazione di distretti scolastici in tutto lo stato.
Il The Dallas Morning News afferma che: "i fratelli Roos (William W. e Andrew J.) furono i primi proprietari terrieri che giunsero a Dallas nel 1866. William W. Ross fu un veterano della guerra civile, ma entrambi furono agricoltori e promotori immobiliari." La Ross Avenue prende il nome in onore dei due fratelli, la quale interseca con la terra che un tempo possedevano. Nel 2009, un gruppo religioso con sede in Nevada propose di rinominare la Ross Avenue in onore del leader indiano Mahatma Gandhi.

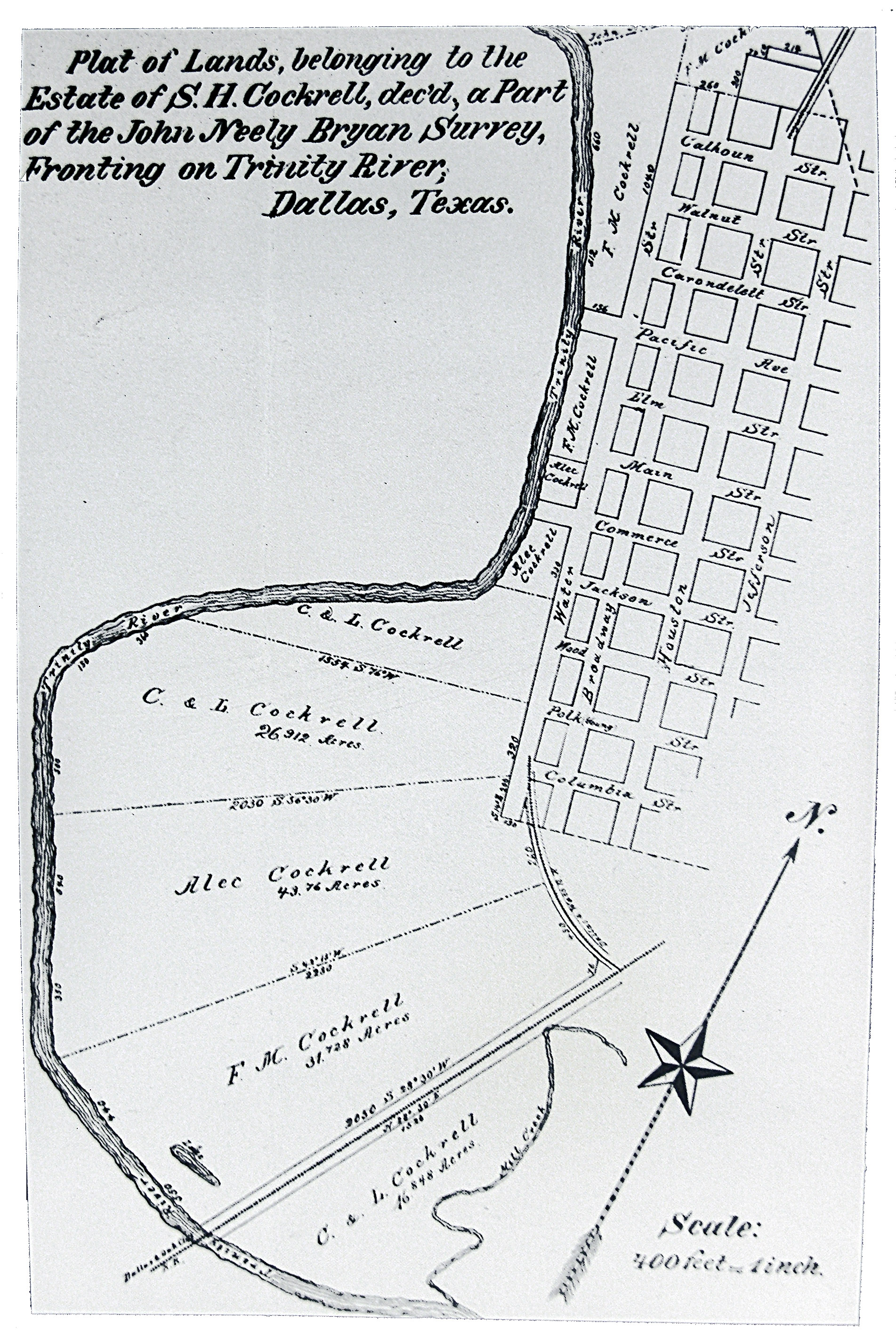
Mappa di Dallas nel 1871.

Le principali linee ferroviarie nord-sud (Houston and Texas Central Railway) ed est-ovest (Texas and Pacific Railway) si intersecarono a Dallas nel 1873, assicurando così il suo futuro come centro commerciale. L'arrivo dei treni significò anche un'impennata della popolazione: la popolazione di Dallas passò da 3.000 all'inizio del 1872 a più di 7.000 nel settembre dello stesso anno, ogni giorno apparivano nuovi edifici e nuove attività commerciali. Dallas era l'epicentro dei mercati per le materie prime e le colture di prodotti di base, come i cereali e il cotone, che venivano spediti nel sud e nell'est ed era anche la fermata dell'"ultima occasione", per rifornimenti, per le persone che viaggiavano verso ovest.

## Sviluppo industriale
Il periodo industriale ha visto Dallas crescere da un medio centro agricolo, a una grande città industriale. La crescita industriale a Dallas è stata in parte dovuta ai problemi che hanno danneggiato gli agricoltori dell'area: dopo aver acquistato forniture a credito durante l'anno, gli agricoltori dovevano ai commercianti la maggior parte del loro raccolto, i costi per la spedizione sulla costa erano molto alti e il prezzo del cotone stava calando.

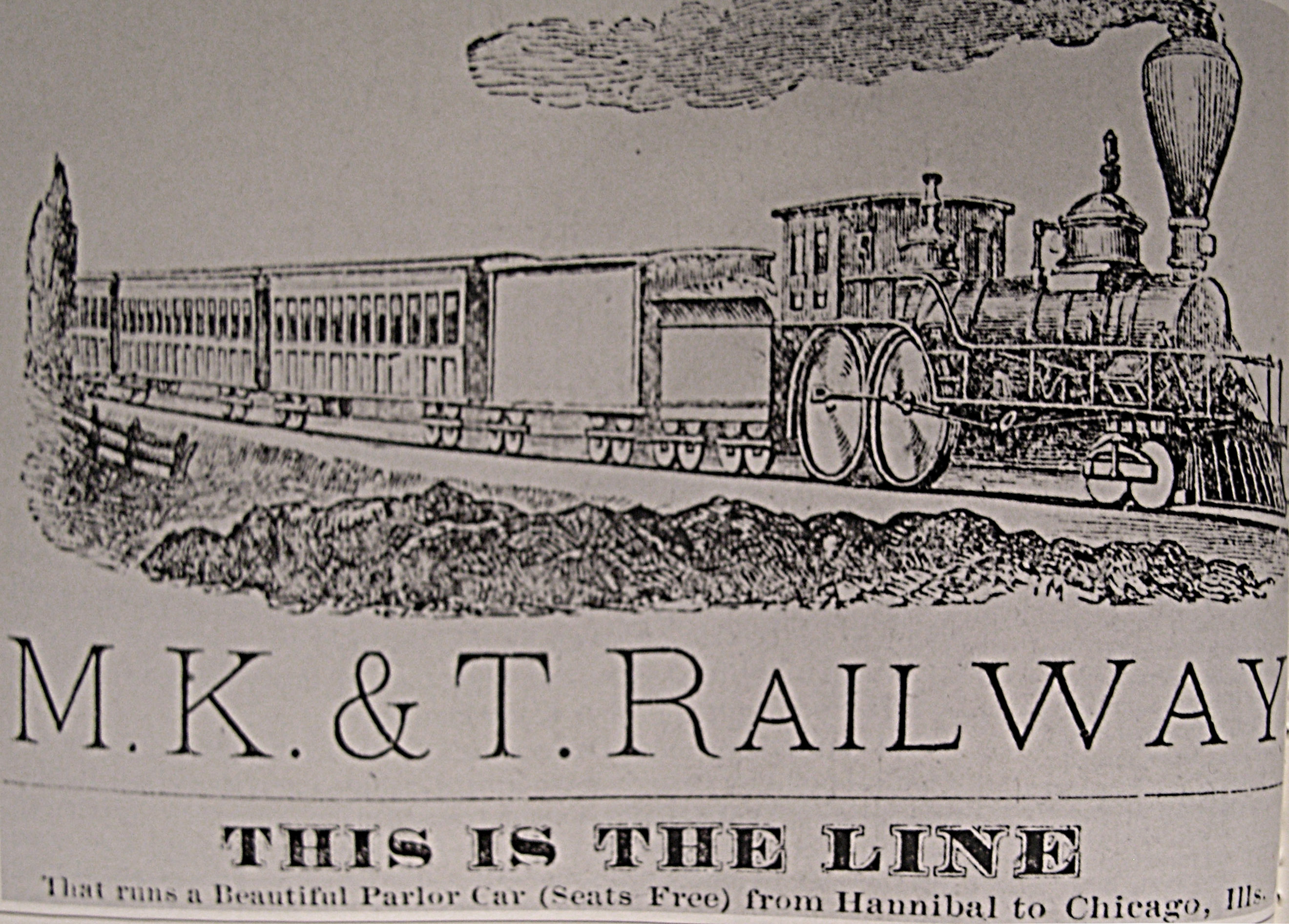
Annuncio della Missouri-Kansas-Texas Railroad del 1881 a Dallas

Nel 1880, la Missouri-Kansas-Texas Railroad, sotto la guida di Jason Gould, raggiunse Dallas. Nel 1885, la strada principale era illuminata dall'elettricità. Nel 1888, lo Zoo di Dallas ha aperto, diventando così il primo giardino zoologico dello stato.
Nel 1890, Dallas annesse la città di East Dallas, che era geograficamente più grande della stessa Dallas, l'annessione rese Dallas la città più popolosa del Texas. Nel 1893, in seguito al panico finanziario nazionale, numerose industrie e cinque banche di Dallas fallirono, i prezzi del cotone scesero sotto i cinque centesimi alla libbra, e i mercati del legname e della farina erano quasi svaniti, così tante persone iniziarono a lasciare la città. Nel 1898, la città iniziò a riprendersi e a crescere di nuovo. Nel 1894, il Parkland Memorial Hospital aprì appena ad ovest di Oak Lawn. Nel 1903 Oak Cliff, una città al di là del fiume Trinity, fu annessa alla città.

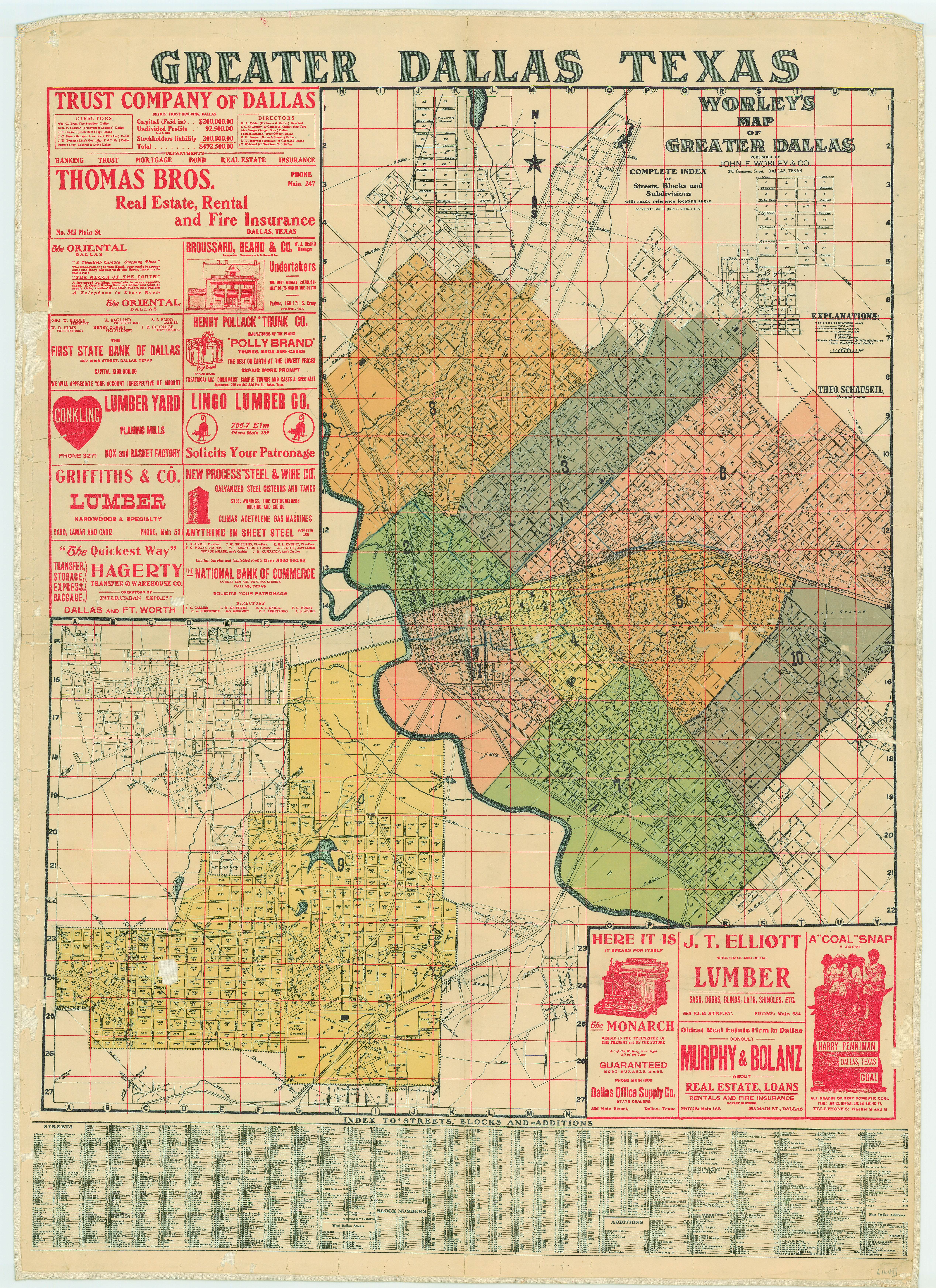
Dallas nel 1905.

All'inizio del XX secolo, Dallas era il principale mercato di droga, libri, gioielli e liquori all'ingrosso negli Stati Uniti sudoccidentali, inoltre divenne rapidamente il centro del commercio di cotone, grano e persino bufali. Fu il principale produttore di cotone a livello mondiale, continua tutt'oggi nella produzione di macchinari per i finimenti e sgranatrici di cotone. Alla fine del XX secolo, Dallas si trasformò da un centro agricolo ad un centro di banche, assicurazioni, vendita al dettaglio di moda e altre businesses. Qui furono fondate diverse catene di abbigliamento come il Neiman Marcus e l'oramai defunto Sanger Harris. Il Praetorian Building di 14 piani è stato il primo grattacielo a ovest del fiume Mississippi e l'edificio più alto del Texas.
I neri texani, i messicani americani ei bianchi poveri furono esclusi da gran parte del progresso essendo stati privati del diritto di voto quando il legislatore statale impose una tassa sul voto nel 1902. Inoltre, aveva precedentemente stabilito Leggi di Jim Crow, rendendo la segregazione razziale legale e imponendo la supremazia bianca.

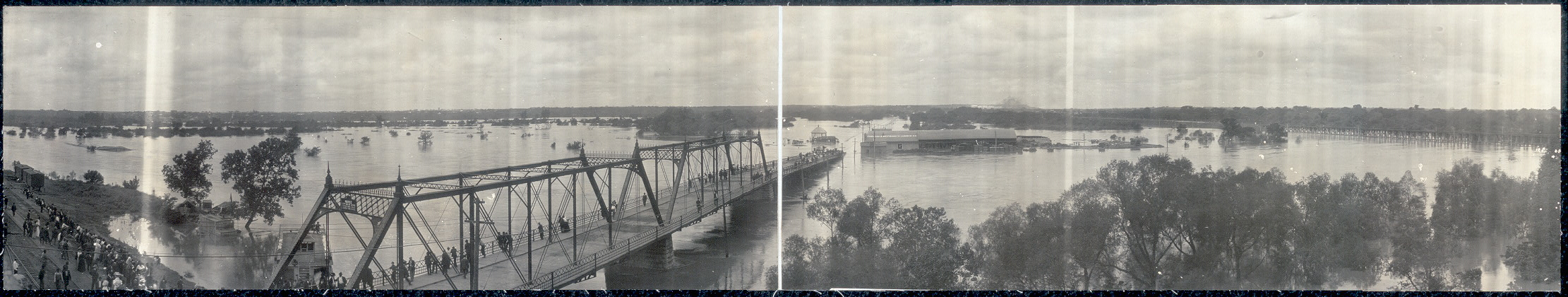
Il Trinity River l'8 Luglio del 1908.

Nel 1908, il fiume Trinity si allagò, raggiungendo una profondità di 16,03 m e una larghezza di 2,4 km. Cinque persone morirono, 4.000 rimasero senza casa e al momento dell'inondazione i danni alle proprietà furono stimati in 2,5 milioni di dollari. Dopo l'alluvione, la città intervenne per controllare gli argini del Trinity e per costruire un ponte che collegasse Oak Cliff e Dallas. Nel 1911, George Kessler, un urbanista, creò un piano urbanistico per la città e il fiume, i suoi piani furono inizialmente ignorati ma alla fine degli anni 1920 vennero attuati e già negli anni 1930 molti dei suoi piani erano stati realizzati.

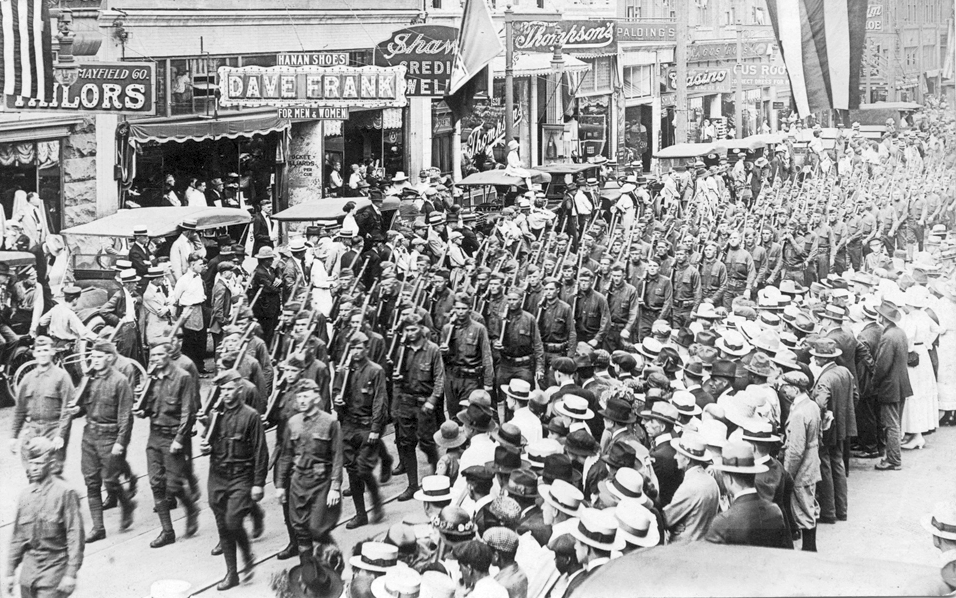
Soldati statunitensi della prima guerra mondiale che sfilano a Dallas nel 1919

L'espansione dei posti di lavoro nell'industria attrasse migranti da tutto lo stato, così come dall'Europa meridionale e orientale. L'area delimitata da Maple Avenue, McKinney Avenue e la MKT Railroad, divenne nota come Little Mexico dopo il 1910, quando fu colonizzata da un'ondata di immigrati messicani, che lasciarono la madrepatria in seguito alla sconfitta del presidente Porfirio Díaz e il suo governo e l'inizio della rivoluzione messicana (1910-1920), messicani di ogni estrazione sociale vennero nell'area di Dallas per lavorare nelle fabbriche, nei campi e nelle ferrovie.
Nel 1911, Dallas fu scelta come sede dell'undicesima filiale regionale della Federal Reserve Bank. Lo stesso anno, il milionario Dr. William Worthington Samuell, acquistò la prima ambulanza per la città di Dallas, in seguito donò migliaia di dollari per espandere il Parkland Hospital.
La nascita dell'aviazione statunitense generò un nuovo sviluppo della città durante la prima guerra mondiale. La città acquistò Love Field nel 1927 da utilizzare come aeroporto, precisamente come campo di addestramento per l'aviazione. Nel 1915 fu aperta la Southern Methodist University, la prima università cittadina.

## Periodo del petrolio

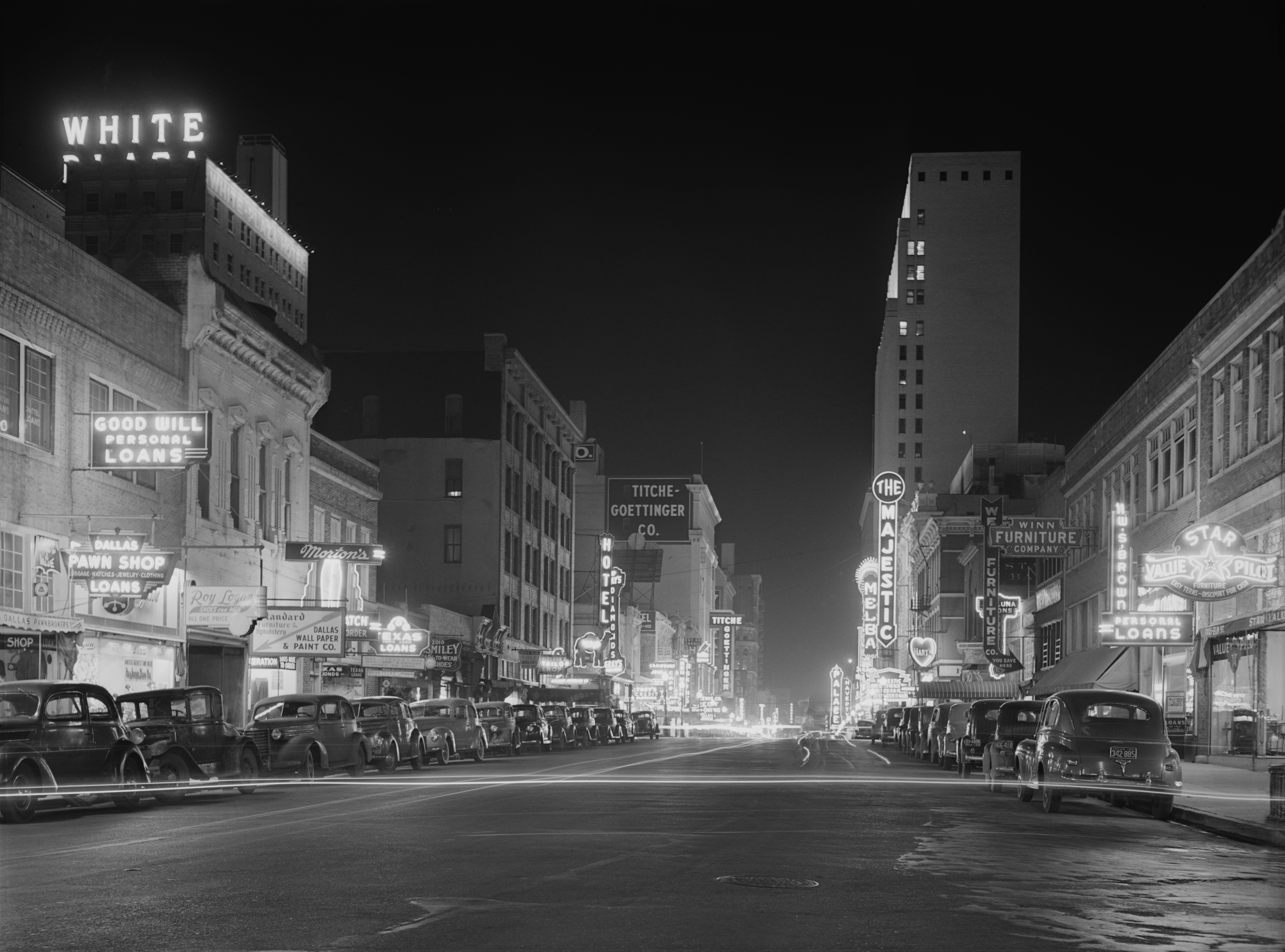
Elm Street nel 1942

Nonostante l'inizio della Grande depressione, gli affari del settore edile fiorirono nel 1930. Quell'anno, Columbus Marion "Dad" Joiner scoprì il petrolio a 160 km a est di Dallas a Kilgore, generando il boom petrolifero del Texas orientale. Dallas divenne rapidamente il centro finanziario dell'industria petrolifera in Texas e Oklahoma, le banche fecero prestiti per sviluppare i giacimenti petroliferi e Dallas divenne il centro finanziario di tutti i giacimenti petroliferi del Texas Panhandle, del Bacino Permiano, della costa del Golfo e dell'Oklahoma. Ciò rimandò la depressione fino alla metà del 1931, quando il calo dei prezzi e la sovrapproduzione influenzarono negativamente l'economia della città, a quel punto più di 18.000 persone in città erano disoccupate. Prima che iniziasse la politica del New Deal attuata da Roosevelt negli anni 1930, la città aveva un programma di lavoro in cambio di cibo che aiutò molti lavoratori.
Dopo una lunga campagna negli anni precedenti al 1936, lo stato del Texas scelse Dallas come sede dell'Esposizione del Centenario del Texas del 1936, più di cinquanta edifici furono costruiti per l'Esposizione a Fair Park e 10 milioni di visitatori vennero a vedere lo spettacolo da 25 milioni di dollari (461 milioni di dollari in termini monetari odierni).
Durante la seconda guerra mondiale, Dallas servì come centro di produzione per lo sforzo bellico: nel 1942 lo stabilimento Ford Motor di Dallas si convertì alla produzione bellica in tempo di guerra, producendo solo jeep e camion militari, nel 1943 la città iniziò il razionamento della guerra, con 376.085 libri annonari distribuiti.

## Secondo dopoguerra

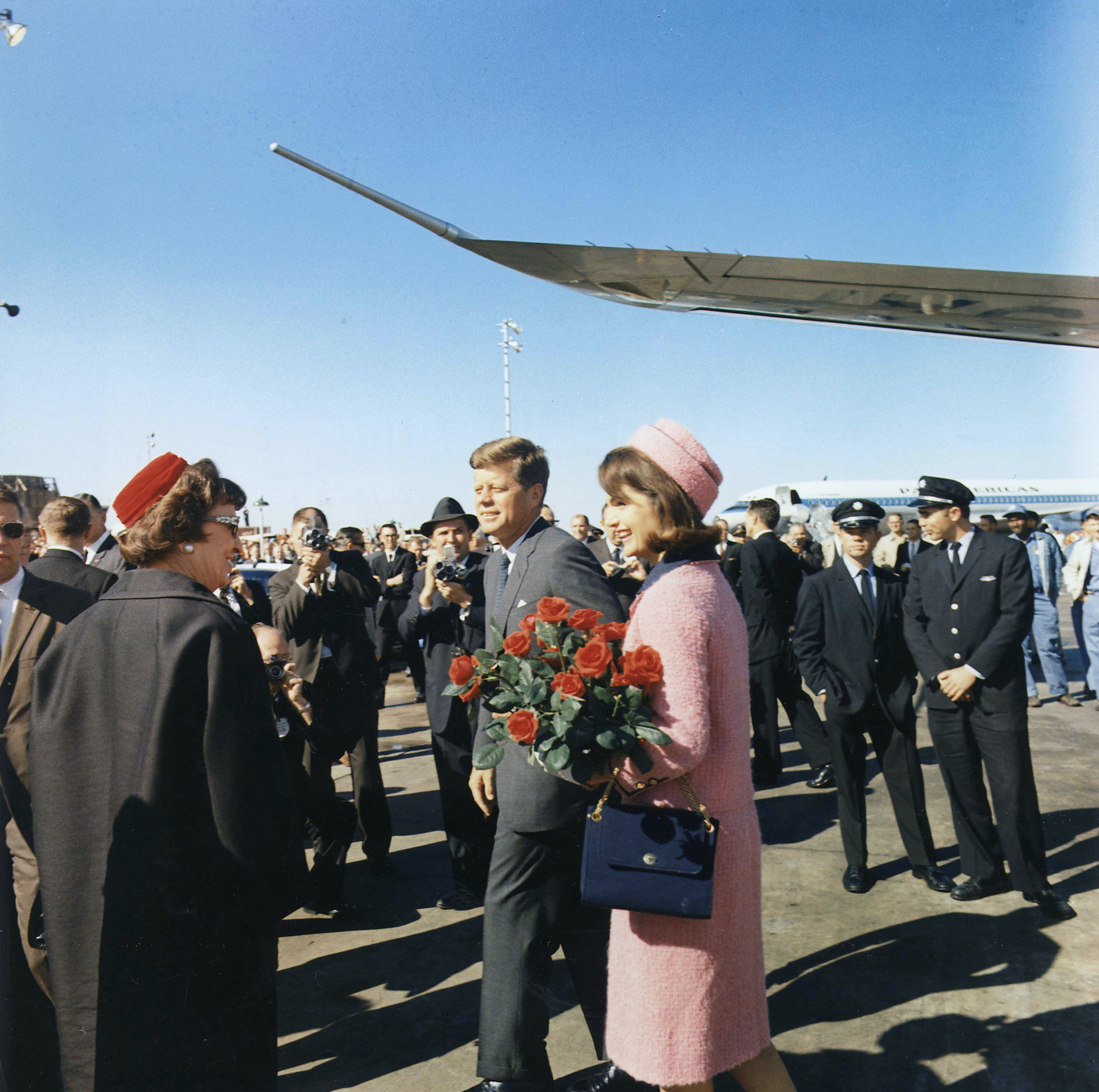
John F. Kennedy e sua moglie Jackie, arrivati a Dallas il 22 Novembre 1963

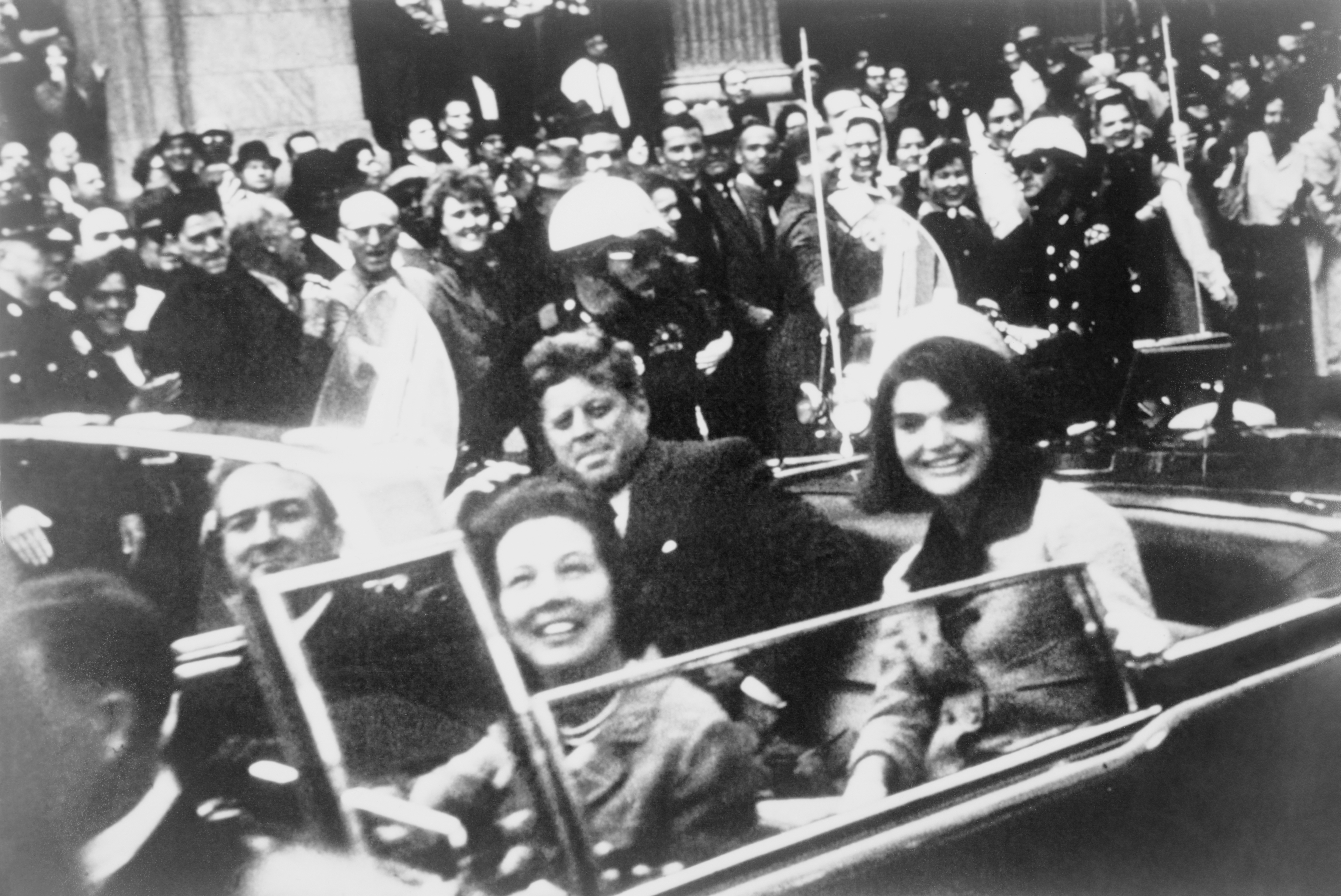
Kennedy nella limousine presidenziale, pochi minuti prima del suo assassinio

Nel 1957, gli sviluppatori immobiliari Trammell Crow e John Stemmons aprirono un Home Furnishings Mart, progettato da Donald H. Speck, che divenne il Dallas Market Center, il più grande complesso di commercio all'ingrosso del mondo. Lo stesso anno, il Dallas Memorial Auditorium (ora Kay Bailey Hutchison Convention Center) venne aperto in quello che ora è il quartiere del Convention Center.
Nel 1958 una versione del circuito integrato fu inventata a Dallas da Jack Kilby della Texas Instruments; questo evento ha segnato lo sviluppo dell'area di Dallas come centro per la produzione ad alta tecnologia, sebbene la tecnologia sviluppata da Kilby sia stata presto usurpata da una tecnologia concorrente sviluppata simultaneamente nella Silicon Valley, in California, da ingegneri che successivamente avrebbero poi formato la Intel Corporation. Durante gli anni 1950 e 1960, Dallas divenne il terzo centro tecnologico più grande della nazione, con la crescita di società come Ling-Temco-Vought (LTV Corporation) e Texas Instruments.
Il 22 novembre 1963, il presidente degli Stati Uniti John F. Kennedy fu assassinato in Elm Street mentre il suo corteo di automobili attraversava Dealey Plaza nel centro di Dallas, i due piani superiori dell'edificio da cui Lee Harvey Oswald sparò a Kennedy, il Texas School Book Depository, sono stati convertiti in un museo storico che copre la vita e le realizzazioni dell'ex presidente Kennedy, morto al Parkland Memorial Hospital, trenta minuti dopo la sparatoria.

## Boom edilizio

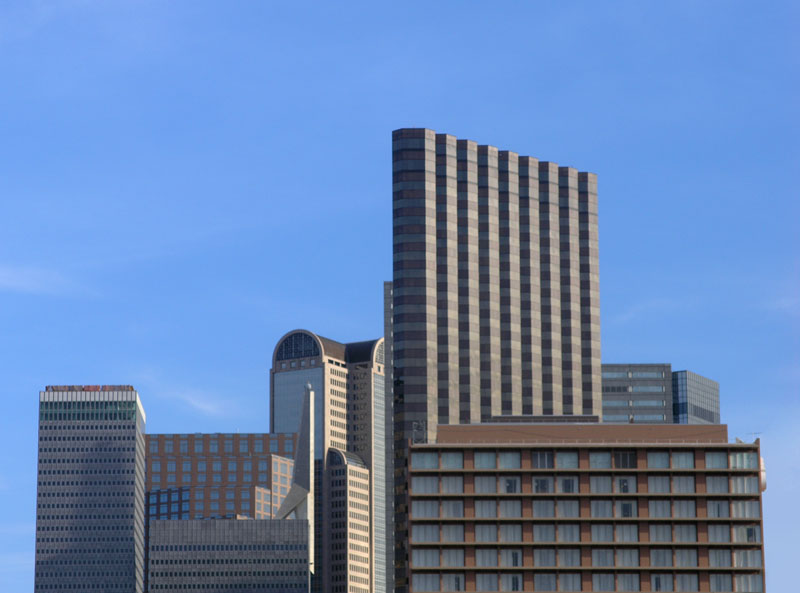
Grattacieli costruiti durante il boom edilizio

Tra la fine degli anni 1970 e l'inizio degli anni 1980, Dallas ha subito un boom edilizio che ha prodotto un profilo contemporaneo distintivo per l'area del centro-città e uno skyline prominente, influenzato da architetti di fama nazionale. Negli anni '80, quando l'industria petrolifera si trasferì a Houston, Dallas continuò a beneficiare del fiorente boom tecnologico (guidato dalle industrie di computer e telecomunicazioni in crescita), pur continuando a essere un centro bancario e commerciale.
Nel 1983, gli elettori a Dallas e nelle città dell'area approvarono la creazione del Dallas Area Rapid Transit per sostituire il Dallas Transit System. Dallas ha annesso Audelia nel 1981 e Renner nel 1983. Nel 1984, il Dallas Museum of Art si è trasferito da Fair Park in uno dei primi edifici nell'Art District del centro. Sempre nel 1984 si tenne a Dallas la Convention Nazionale Repubblicana. Nel 1985, al culmine del boom immobiliare, la Bank of America Plaza di 72 piani (allora InterFirst Plaza) fu aperta come l'edificio più alto di Dallas. Dalla metà alla fine degli anni 1980, molte banche, in particolare a Dallas, sono crollate durante la crisi dei risparmi e dei prestiti, quasi distruggendo l'economia della città e demolendo i piani per centinaia di strutture.

## Recessione
Dalla metà degli anni 1980 al 2005, nessuna struttura è stata costruita, la speculazione e l'edilizia eccessive e la crisi del risparmio e dei prestiti hanno praticamente distrutto economicamente la città. Nel 1987, Annette Strauss è stata inaugurata come prima donna sindaco di Dallas. Nel 1989, il Morton H. Meyerson Symphony Center ha aperto nell'Arts District. Durante questo periodo Dallas è stata una delle ultime grandi città rimaste con due importanti giornali che diffondevano le notizie, tuttavia il Dallas Times Herald ha terminato la sua pubblicazione nel 1991, lasciando il Dallas Morning News come l'unico grande quotidiano che diffonde le notizie a Dallas.

## Tempi odierni

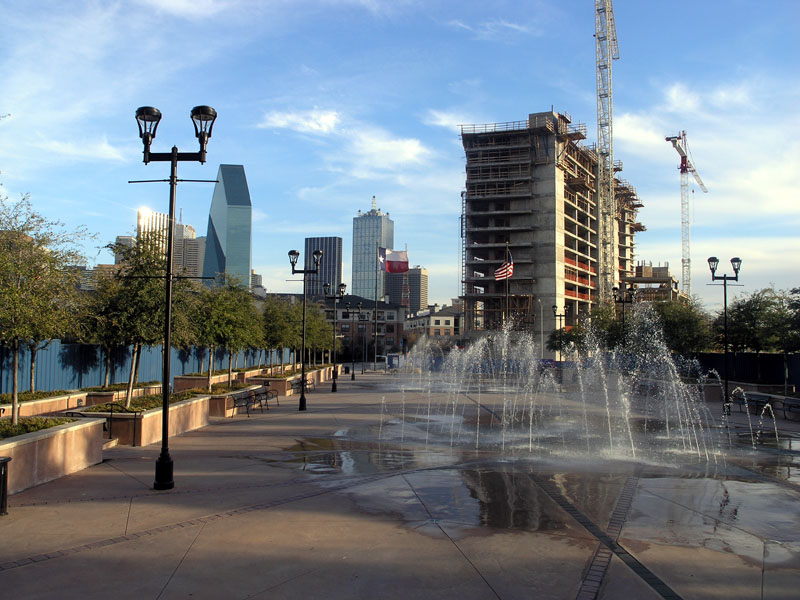
Costruzione edile al Victory Park nel 2005.

Alla fine degli anni 1990, il boom dell'industria delle telecomunicazioni esplose a Dallas, durante questo periodo, divenne nota come la Silicon Valley del Texas, o "Silicon Prairie". Un'altra recessione provocata dallo scoppio della bolla delle dot-com e dagli attacchi terroristici del 2001 ha danneggiato molte delle industrie vitali della città. Nel 2004 sono iniziati a comparire i segnali di una svolta economica, nel 2005, tre torri hanno iniziato la costruzione e vennero sviluppati decine di piccoli progetti residenziali. Entro il 2010, il Consiglio dei governi del Texas centro-settentrionale predisse che 10.000 residenti vivranno all'interno del circuito cittadino. Appena a nord, Uptown è uno dei mercati immobiliari più importanti del paese, all'inizio del 2006, in quella zona erano in costruzione nove grattacieli residenziali e hotel. In costruzione vi era un progetto da oltre tre bilioni di dollari e uno da 500 milioni di dollari, alla fine della costruzione si stima che l'area residenziale potesse contenere più di 4.000 residenze e 4M² di spazio dedicato ad uffici e negozi.
Anche l'Arts District nel centro della città diverrà un importante punto di crescita, poiché il Dallas Center for the Performing Arts Foundation implementa la costruzione di diversi nuovi progetti nel suo piano generale per l'area. Quando i nuovi Winspear Opera House (Foster and Partners) e Wyly Theatre (Office for Metropolitan Architecture - Rem Koolhaas) si uniranno agli esistenti Nasher Sculpture Center (Renzo Piano) e Meyerson Symphony Center (Ieoh Ming Pei and Partners), Dallas sarà l'unica città nel mondo che ha quattro edifici all'interno di un blocco contiguo.
Il 31 maggio 2016, diverse città texane, compresa Dallas, registrarono molte inondazioni da record.
Il 7 luglio dello stesso anno, questo evento fu ricordato come la strage di Dallas sono stati sparati più colpi di arma da fuoco in una protesta pacifica nel centro di Dallas, contro l'uccisione da parte della polizia di due uomini neri. L'uomo armato, in seguito identificato come Micah Xavier Johnson, ha preso di mira gli agenti di polizia, uccidendo cinque persone e ferendone nove. Questo ha segnato il giorno più mortale per le forze dell'ordine statunitensi dagli attentati dell'11 settembre. Johnson ha detto alla polizia durante una situazione di stallo che era arrabbiato per le recenti sparatorie della polizia di uomini di colore e voleva uccidere i bianchi, in particolare gli ufficiali bianchi, dopo ore di negoziazione fallite, la polizia è ricorsa a una bomba consegnata da un robot, uccidendo Johnson all'interno dell'El Centro College.
Il 17 giugno 2019, nella sparatoria avvenuta fuori dal Earle Cabell Federal Building and Courthouse, l'attentatore ne rimase ucciso e ci fu un ferito.